# Live in Albuquerque 1976
Live in Albuquerque 1976 es el tercer álbum en vivo de la banda de rock británica Bad Company. Fue lanzado en el año 2006, treinta años después de su grabación original, realizada el 3 de marzo de 1976.

## Lista de canciones

### Disco Uno
1. Live for the Music (Mick Ralphs) – 4:47
2. Good Lovin' Gone Bad (Ralphs) – 4:04
3. Deal With The Preacher (Ralphs, Paul Rodgers) – 4:59
4. Ready for Love (Ralphs) – 6:55
5. Wild Fire Woman (Ralphs, Rodgers) – 6:15
6. Young Blood (Doc Pomus) – 2:47
7. Sweet Lil' Sister (Ralphs) – 4:11
8. Simple Man (Ralphs) – 4:37
9. Shooting Star (Rodgers) – 6:22
10. Seagull (Ralphs, Rodgers) – 4:07

### Disco Dos
1. Run with the Pack (Rodgers) – 6:22
2. Feel Like Makin' Love (Ralphs, Rodgers) – 5:46
3. Rock Steady (Rodgers) – 4:43
4. Honey Child (Boz Burrell, Simon Kirke, Ralphs, Rodgers) – 4:44
5. Can't Get Enough (Ralphs) – 7:47
6. Bad Company (Kirke, Rodgers) – 8:33

## Créditos
- Paul Rodgers – voz, piano, guitarra, armónica
- Mick Ralphs – guitarra
- Boz Burrell – bajo
- Simon Kirke – batería